# A Feather in Her Hat
A Feather in Her Hat è un film statunitense del 1935 diretto da Alfred Santell e basato sull'omonimo libro di I. A. R. Wylie.